# Justinus Darmojuwono
Justinus Kardinal Darmojuwono (* 2. November 1914 in Godean, Indonesien; † 3. Februar 1994 in Semarang, Indonesien) war Erzbischof von Semarang.

## Leben

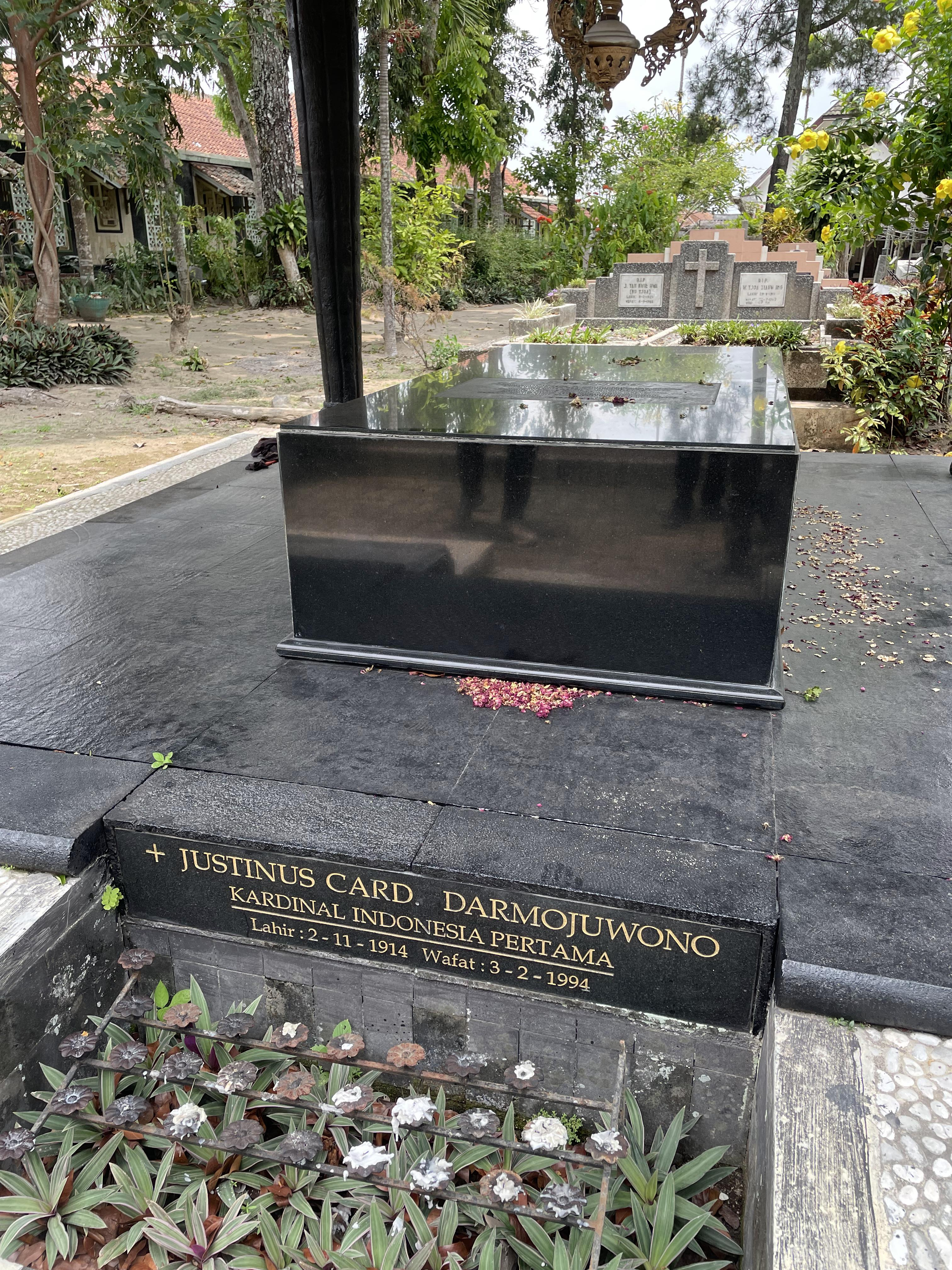
Grab des Kardinals auf dem Kirchhof Muntilan (Foto 2024)

Justinus Darmojuwono wurde in einer muslimischen Familie geboren und ließ sich als 17-jähriger Schüler eines Jesuiteninternats, in das ihn sein Vater gegeben hatte, auf eigenen Wunsch katholisch taufen. Er empfing am 25. Mai 1947 durch den damaligen Apostolischen Vikar von Semarang, Albert Soegijapranata SJ, das Sakrament der Priesterweihe.
Am 10. Dezember 1963 ernannte ihn Papst Paul VI. zum Erzbischof von Semarang. Die Bischofsweihe spendete ihm am 6. April 1964 der Internuntius in Indonesien, Erzbischof Ottavio De Liva; Mitkonsekratoren waren der Erzbischof von Jakarta, Adrianus Djajasepoetra SJ, und der Bischof von Denpasar, Paul Sani Kleden SVD. Am 8. Juli 1964 wurde Justinus Darmojuwono zudem zum Militärbischof von Indonesien ernannt. Darmujowono nahm am Zweiten Vatikanischen Konzil von 1962 bis 1965 teil. Papst Paul VI. nahm ihn am 26. Juni 1967 als Kardinalpriester mit der pro hac vice zur Titelkirche erhobenen Titeldiakonie Santissimi Nomi di Gesù e Maria in Via Lata in das Kardinalskollegium auf. Justinus Darmojuwono nahm an den beiden Konklaven des Jahres 1978 teil.
Papst Johannes Paul II. nahm am 3. Juli 1981 Darmojuwonos aus Altersgründen vorgebrachtes Rücktrittsgesuch vom Amt des Erzbischofs von Semarang an. Am 31. Dezember 1983 wurde das Rücktrittsgesuch vom Amt des Militärbischofs von Indonesien angenommen.